# Ground zero
Pour les articles homonymes, voir Ground zero (homonymie).
 (juillet 2021).
Si vous disposez d'ouvrages ou d'articles de référence ou si vous connaissez des sites web de qualité traitant du thème abordé ici, merci de compléter l'article en donnant les références utiles à sa vérifiabilité et en les liant à la section « Notes et références ».
Ground zero (point zéro) est un terme anglais utilisé pour indiquer l'endroit précis sur le sol où a lieu n'importe quelle explosion.

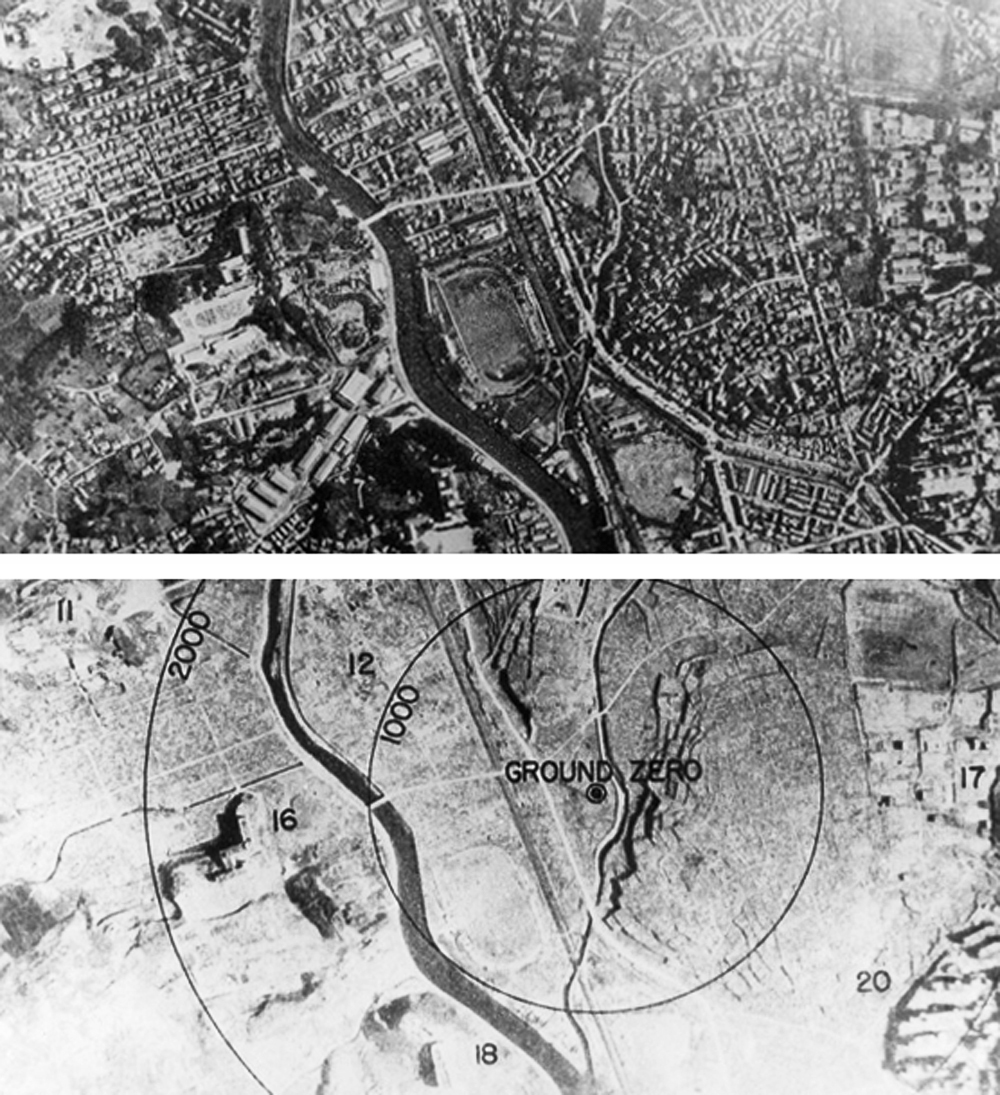
Photographies aériennes de la ville japonaise de Nagasaki avant et après le bombardement atomique du 9 août 1945.

Ce terme fut utilisé initialement, lors du 1er essai (nom de code : Trinity) d'une bombe atomique au Nouveau-Mexique, le 16 juillet 1945. Il désigna alors le point à partir duquel se mesurait le rayonnement radioactif libéré par l'explosion.
Cette expression est souvent associée aux explosions nucléaires, mais elle est aussi utilisée pour déterminer l'emplacement de l'épicentre d'un tremblement de terre, une épidémie et tout autre désastre faisant beaucoup de dégâts. Les dommages occasionnés décroissent depuis ce point.
Ce terme peut aussi être utilisé pour situer l'endroit où explose une bombe, soit au point d'impact dans le cas où celle-ci explose au sol, où à la verticale de celui-ci dans le cas d'une explosion atomique (voir bombardements atomiques de Hiroshima et Nagasaki).
Ce nom désigne la cour centrale du bâtiment du Pentagone, car elle était susceptible d'être la cible prioritaire d'un éventuel bombardement nucléaire ennemi.
Il a également été utilisé à partir des attentats du 11 septembre 2001 pour désigner l'ancien emplacement du World Trade Center à New York.

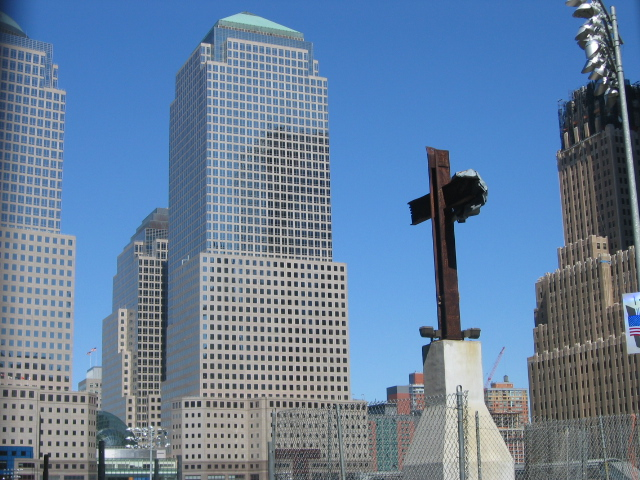
Ground Zero du World Trade Center en 2005.